# The Surprise of a Knight
The Surprise of a Knight é um filme pornográfico gay estadunidense. Lançado provavelmente em 1929, é notável por ser um dos primeiros conhecidos a serem filmados no gênero.

## Início
Os primeiros filmes a serem feitos apresentando homens nus foi dirigido por Eadweard Muybridgeentre 1880 e 1890 como parte de estudos sobre a locomoção humana. 
Filmes pornográficos hardcore, ou explícitos (na época chamados de "stag films") apareceram primeiramente na europa em 1908. Por volta de 1920, as primeiras cenas explícitas homossexuais apareceram no filme Le ménage moderne du Madame Butterfly.
Entrementes, como a maioria dos filmes que vieram após essa época,Le ménage moderne du Madame Butterfly apenas apresentava atos sexuais masculinos como subversivos, firmemente estabelecidos nos padrões de heterossexualidade, usualmente apresentando atos sexuais gays ao lado de apresentações bissexuais. (e.x., cantato sexual homem-homem aparecem enquanto há intercurso héterosexual).
A maioria dos historiadores consideram genuínamente estadunidense o stag filme A Free Ride, produzido e lançado em 1915. 
A ilegalidade de filmes pornográficos explícitos nos Estados Unidos nos anos de 1920 e 1930 significa que nem seu produtor ou ator dos créditos de The Surprise of a Knight são identificáveis. Entrementes, pesquisadores tem datado o filme de pelo menos 1929 (embora alguns estime em 1930). Isso faz de The Surprise of a Knight o primeiro filme pornográfico gay na história da cinegrafia americana. 

## Sinopse
O filme começa com uma elegante "mulher" de cabelo curto que termina de vestir-se para um visitante.  Assim que a "mulher" termina, ela levanta sua saia para revelar uma mancha espessa de pêlos pubianos.  Neste ponto, um intertítulo revela que o roteirista é o "Oscar Wild" (claramente um pseudônimo).
A "senhora" vai para o sala e lhe oferece ao bem apessoado homem  uma bebida. Ele recusa, e ela bebe o coquetel. Eles conversam brevemente, e depois começam a beijar-se.  Sempre que o cavalheiro visitante coloca suas mãos sobre os seios ou virilha da  "senhora"  ela empurra sua mão. Finalmente, ela lhe dá um tapa timidamente. A "senhora" depois pede desculpas por sua agressividade tendo relações roais no parceiro.
A "senhora", em seguida, abaixa-se empina suas nádegas para cima no sofá. É revelado que ela não tem nenhuma roupa de baixo se seu vestido. O Cavalheiro, em seguida, copula com  "dama" analmente (embora nenhuma penetração seja realmente mostrada). Após um minuto ou algo assim, o cavalheiro se retrai e se senta novamente no sofá. A "senhora" gira suas nádegas no ar. Esta o induz a montá-la analmente novamente. Ambos os indivíduos atingem orgasmo, e o  cavalheiro sai da sala.
A "senhora" se levanta e levanta as saias para revelar que "ela" é realmente um ele. O segundo Intertítulo  do filme anuncia "Surprise". Seu pênis está exposto. O homem travestido dança levemente, certificando-se que seu pênis balançe para cima e para baixo no ar. O  cavalheiro reentra na visão da câmera  e ajuda o outro homem a remover sua saia e maior parte de sua outra roupa. O cavalheiro visitante (agora completamente vestido novamente) dança brevemente com o homem nu. A "moça" retorna para o quarto e o filme acaba.

## Críticas
The Surprise of a Knight marcou um breve período de pornografia homossexual explícita na era dos filmes stag. Pouco mais de uma ano depois, A Stiff Game, mostraria um afro-americano realizando sexo oral em um homem caucasiano em plena era de segregação americana. A aparição de contato sexual gay iria acabar logo, aparecendo novamente apenas com a autorização para filmagens do gênero em 1970. 
Thomas Waugh e Linda Williams argumentaram que The Surprise of a Knight é um filme repleto de dificuldades de interpretação. Williams observa que o personagem principal (a "senhora") é no traje, mas os figurinos são a antítese do filme pornográfico  hardcore (em que a nudez e a exposição dos órgãos genitais e penetração durante o ato sexual são fundamentais).  "As roupas costumadas no filme roubam o show..." e Thomas Waugh coloca, "...ou transforma-se numa grotesca distração..." A revelação do pênis da "moça" não é uma surpresa verdadeira, Waugh conclui, pois as audiências sabiam dos filme que eles estava adquirindo.
O uso do travestismo em The Surprise of a Knight  também afasta o público dos artistas na tela, Waugh argumenta. O personagem principal do filme é uma drag queen, e ainda assim quase todos os membros da audiência poderia dizer que eles não eram drag queens. Waugh não vê o filme retratar os homossexuais na tela, mas reafirmando heteronormatividade e os estereótipos negativos de gays. 